# Ichneumon walleyi
Ichneumon walleyi là một loài tò vò trong họ Ichneumonidae.